# Стаханов
Стаханов (укр. Стаханов) или Кадијевка град је у Украјини, у Луганској области. Међутим, град је дефакто под управом Луганске Народне Републике (ЛНР). Према процени из 2012. у граду је живело 78.255 становника. Добио је име по совјетском ударнику Алексеју Стаханову.

## Становништво
Према процени, у граду је 2012. живело 78.255 становника.
| 1979.   | 1989.   | 2001.  | 2012.  |
| ------- | ------- | ------ | ------ |
| 108.043 | 112.023 | 90.152 | 78.255 |